# Liste de dramas taïwanais avant 2000
Ceci est une liste incomplète  de drama taïwanais.
| Année | Film                                            | Acteurs notables                   | Genre                                   |
| ----- | ----------------------------------------------- | ---------------------------------- | --------------------------------------- |
| 1969  | Jingjing (晶晶)                                 |                                    | de propagande                           |
| 1983  | Star Knows My Heart (星星知我心)                |                                    | Reality                                 |
| 1984  | Book and Sword Chronicles (書劍江山)            |                                    | Wuxia                                   |
|       | Last Night Stars (昨夜星辰)                     |                                    | Reality                                 |
| 1985  | Un léger sentiment (牵情)                       | Koushi (寇世勋) , 蔡燦得 et 丁華寵 | Romantique                              |
|       | Chor Lau-heung (楚留香新傳)                     |                                    | Wuxia                                   |
| 1986  | Love in the Rain (Misty Rain) (煙雨濛濛)        | Leanne Liu. Chin Han               | Romantique, drama                       |
|       | Many Enchanting Nights (几度夕阳红)             | Leanne Liu. Chin Han               | Romantique                              |
| 1987  | You Can't Tell Him (庭院深深)                   | Leanne Liu. Chin Han               | Romantique                              |
|       | Sheng Goes to Taiwan (周成過台灣)               |                                    |                                         |
| 1988  | The Unforgettable Character (在水一方)          | Leanne Liu                         | Romantique                              |
| 1989  | Where the Rainbow flies (海鷗飛处彩雲飛)        | Zheng Rui . Li Sheng               | Romantique                              |
| 1990  | Six rêves (六個夢)                              | Leanne Liu, Jin Chao-chun          | Romantique                              |
| 1992  | The Legend of White Snake (新白娘子传奇)        |                                    | Romantique, Fantasy, Musical            |
|       | Continued Fate of Love (再世情缘)               |                                    | Romantique                              |
|       | The Book and the Sword (書劍恩仇錄)             |                                    | Wuxia                                   |
| 1993  | Bao Qing Tian (包青天)                          |                                    | Period drama, wuxia, mystery, detective |
|       | The Heaven Sword and Dragon Saber (倚天屠龍記)  |                                    | Wuxia                                   |
|       | New Legend of Madame White Snake (新白娘子傳奇) |                                    | Wuxia                                   |
| 1995  | Chor Lau-heung (香帥傳奇)                       |                                    | Wuxia                                   |
| 1996  | New Dragon Gate Inn (新龍門客棧)                |                                    | Wuxia                                   |
| 1997  | The Last Tango in Shanghai (上海探戈)           |                                    | Romantique                              |
| 1998  | Ceng Jing (曾經)                                |                                    |                                         |
|       | Princess Returning Pearl (還珠格格)             |                                    | Wuxia                                   |
|       | Old House Has Joy (老房有喜)                    |                                    | Reality                                 |
| 1999  | Mulan (花木蘭)                                  |                                    | Wuxia                                   |
|       | The Legendary Siblings ( 絕世雙嬌)              |                                    | Wuxia, romantique                       |
|       | April Days (人間四月天)                         |                                    | Reality                                 |
|       | Once Upon a Time (曾經)                         |                                    | Reality                                 |